# برچ تری (میزوری)
برچ تری (به انگلیسی: Birch Tree) یک شهر در ایالات متحده آمریکا است که در شهرستان شنون، میزوری واقع شده‌است. برچ تری ۳٫۵۷ کیلومتر مربع مساحت و ۶۷۹ نفر جمعیت دارد و ۳۰۲ متر بالاتر از سطح دریا قرار دارد.